# بي إم دبليو آر 80 جي / اس
بي إم دبليو آر80جي /اس (بالإنجليزية: BMW R80G/S)‏ هي دراجة نارية من تصنيع بي إم دبليو.